# Titanosiphon intermedium
Titanosiphon intermedium är en insektsart. Titanosiphon intermedium ingår i släktet Titanosiphon och familjen långrörsbladlöss. Inga underarter finns listade i Catalogue of Life.